# Potsdam (villa)
Potsdam es una villa ubicada en el condado de St. Lawrence en el estado estadounidense de Nueva York. En el año 2000 tenía una población de 9,425 habitantes y una densidad poblacional de 829.4 personas por km².

## Geografía
Potsdam se encuentra ubicada en las coordenadas 44°40′15″N 74°59′3″O / 44.67083, -74.98417.

## Demografía
Según la Oficina del Censo en 2000 los ingresos medios por hogar en la localidad eran de $37,150, y los ingresos medios por familia eran $43,068. Los hombres tenían unos ingresos medios de $36,187 frente a los $24,167 para las mujeres. La renta per cápita para la localidad era de $18,063. Alrededor del 62.1% de la población estaban por debajo del umbral de pobreza.